# Malkara loricata
Genre
Espèce
Malkara loricata, unique représentant du genre Malkara, est une espèce d'araignées aranéomorphes de la famille des Malkaridae.

## Distribution
Cette espèce est endémique du Queensland en Australie.

## Publication originale
- Davies, 1980 : Malkara loricata, a new spider (Araneidae: Malkarinae) from Australia. Verhandlungen. 8. Internationaler Arachnologen-Kongress, Wien, 1980, p. 377-382.